# 巴雷泰
巴雷泰（義大利語：Barete），是意大利阿奎拉省的一个市镇。总面积24.35平方公里，人口695人，人口密度28.5人/平方公里（2009年）。ISTAT代码为066008。